# تل الرقيش
تل الرقيش هو موقع أثري ومستوطنة يعود تاريخها إلى العصر الحديدي. يقع التل على ساحل البحر الأبيض المتوسط بين رفح في قطاع غزة. تأسست المستوطنة في القرن الثامن قبل الميلاد وبقيت ميناءً تجارياً للإمبراطوريتين الآشورية والأخمينية حتى القرن الرابع قبل الميلاد. بدأ التل (التل الأثري) كمستوطنة محصنة، ولكن تم التخلي عن التحصينات بينما استمر بقيت منطقة سكن. وتشمل البقايا مقبرة، وجدران تحصين، ومستودعات محتملة، وهياكل مرتبطة بالعمليات الصناعية. تم التنقيب جزئيًا في الموقع في عدة نقاط في القرن العشرين. لقد غمرت مياه ارتفاع منسوب مياه البحر جزءًا من المستوطنة.

## التاريخ
احتلت الإمبراطورية الآشورية الجديدة غزة الفلسطينية في عام 734 قبل الميلاد، خلال العصر الحديدي، وأصبحت غزة دولة مدينة تابعة. إلى جانب الإبلاخية، يعد تل رقيش أحد الموقعين في قطاع غزة اللذين أنتج بقايا مهمة تعود إلى العصر الآشوري الحديث. تأسست مستوطنة تل رقيش في النصف الثاني من القرن الثامن قبل الميلاد. كانت مركزًا تجاريًا مهمًا أثناء حكم الإمبراطوريتين الآشورية والأخمينية في المنطقة. وأشار علماء الآثار الذين قاموا بالتحقيق في الموقع في ثمانينيات القرن العشرين إلى أن بعدها عن غزة دليل على استقلاله الإداري. كان اكتشاف مقابر حرق الجثث متوافقًا مع العادات الجنائزية الفينيقية. كان الجدار الحصين الذي شكل حدود مستوطنة العصر الحديدي غير مستخدم في الفترة الفارسية، وكانت تل رقيش في الأساس مستوطنة غير محصنة في تلك المرحلة.
في عام 1940، عُثر على 30 قبراً في تل رقيش أثناء العمل على بناء مركز للشرطة. أجرى يعقوب أوري حفريات في المقبرة لصالح دائرة الآثار البريطانية في فلسطين. وقد عُثر على المستوطنة المرتبطة في وقت لاحق. قاد أبراهام بيران من دائرة الآثار الإسرائيلية الحفريات في تل رقيش في أواخر عام 1973، قبل تطوير طريق في المنطقة. وقد شمل العمل استكشاف منطقتين على مسافة حوالي 500 متر (1,600 قدم) بعيدًا. وفي المنطقة الشمالية تم العثور على جدران وأرضيات من المحتمل أنها شكلت جزءًا من المستوطنة المرتبطة بالمقبرة؛ ويرجع تاريخ البقايا إلى العصر الحديدي والفترة الفارسية. ركزت المنطقة الجنوبية التي تم التحقيق فيها على المقبرة التي حددها أوري. أشرف إليعازر أورين من جامعة بن جوريون في النقب على أعمال التنقيب في تل رقيش بين عامي 1982 و1984. وفي عام 1993، أجريت حفريات أخرى على يد يعقوب هوستر من سلطة الآثار الإسرائيلية بمشاركة علماء آثار فلسطينيين لتسجيل البقايا الأثرية التي تضررت أثناء عملية استخراج كركار (الكثبان الرملية المتحجرة). قام الباحثون بالتحقيق في جزء من الجدار الشمالي المحيط بالمستوطنة، ووجدوا أدلة أخرى على أن التحصينات خرجت عن الاستخدام في العصر الحديدي.
تشكل أعمال البناء وتآكل السواحل وتآكل الكثبان الرملية التي تغطي الموقع تحديات كبيرة في الحفاظ على الموقع. في عام 2022، أجرى مشروع الآثار البحرية في غزة (GAZAMAP) الذي يضم باحثين مقيمين في غزة والمملكة المتحدة مسحًا ميدانيًا لتل رقيش، وسجل ميزات جديدة في الموقع. وقد قاد العمل الميداني أيمن حسونة من الجامعة الإسلامية بغزة إلى جانب مجموعة من عشرة طلاب وبعض الغواصين الذين قاموا بفحص البقايا المغمورة. تأثرت تل رقيش أثناء الغزو الإسرائيلي لقطاع غزة، ولكن إلى أي مدى تأثرت بالغزو غير مؤكد.

## التخطيط
يغطي الموقع ما يقرب 8 إلى 10 هكتار (20 إلى 25 أكر)، والمستوطنة المحصنة محددة بجدار. إن الموقع الساحلي لتل رقيش يعني أنه معرض للتآكل، وقد غمرت المياه بعض المعالم التي تم تحديدها في سبعينيات القرن العشرين منذ ذلك الحين مع تراجع الخط الساحلي. تقع بين رفح غزة على ساحل دير البلح في قطاع غزة، 18 كيلومتر (11 ميل) جنوب مدينة غزة.
يبلغ طول جدار التحصين 5.5 متر (18 قدم) يبلغ سمكها وتستمر حتى ارتفاع 5 متر (16 قدم) في أجزاء. تصل طبقات الاحتلال في تل رقيش إلى 4 متر (13 قدم) يبلغ سمكها وتحتوي على أدلة على العصر الحديدي والنشاط الفارسي في الموقع. تشمل المباني التي تم تحديدها من خلال الحفريات مستودعات محتملة وبقايا مبنى يستخدم في العمليات الصناعية. كان الطرف الشمالي للموقع مرتفعًا وله تل خاص به، تل قطيف، والذي تم تفسيره على أنه قلعة.
في العصر الحديدي امتدت المستوطنة إلى الغرب، ولكن مستوى سطح البحر ارتفع منذ ذلك الحين بما يقدر بنحو 2 متر (6 قدم 7 بوصة). وأشار علماء الآثار المشاركون في التحقيقات التي أجريت في ثمانينيات القرن العشرين إلى أن "المساحة الواسعة لتل رقيش... والنظام الهائل من التحصينات التي كانت تحيط به تضعه على قدم المساواة مع المستوطنات الحضرية الكبيرة في فلسطين خلال العصر الحديدي".

## الفهرس
- Andreou، Georgia؛ ElKhoudary، Yasmeen (12 مايو 2022)، GAZAMAP – Maritime archaeological survey and assessment at Tell Ruqeish and Tell es-Sakan (Gaza Strip) – 2022، Honor Frost Foundation، مؤرشف من الأصل في 2025-05-10، اطلع عليه بتاريخ 2025-05-09
- Andreou, Georgia M.; Elkhoudary, Yasmeen; Hassouna, Ayman (2024). "New investigations in Gaza's heritage landscapes: the Gaza Maritime Archaeology Project (GAZAMAP)" (PDF). Antiquity (بالإنجليزية). 98 (400): 1–9. DOI:10.15184/aqy.2024.68. ISSN:0003-598X. Archived from the original (PDF) on 2025-04-01.
- Andreou, Georgia M.; Fradley, Michael; Blue, Lucy; Breen, Colin (2024). "Establishing a baseline for the study of maritime cultural heritage in the Gaza Strip" (PDF). Palestine Exploration Quarterly (بالإنجليزية). 156 (1): 4–42. DOI:10.1080/00310328.2022.2037923. ISSN:0031-0328.
- Biran، Avraham (1974). "Tell er-Ruqeish to Tell er-Ridan". Israel Exploration Journal. ج. 24 ع. 2: 141–142.
- Centre for Cultural Heritage Preservation (يناير 2025). Damage and Risk Assessment of Cultural Heritage Under Attack in the Gaza Strip (PDF) (Report). State of Palestine Ministry of Tourism and Antiquities. مؤرشف من الأصل (PDF) في 2025-04-09.
- Culican، William (1973). "The graves at Tell er-Reqeish" (PDF). Australian Journal of Biblical Archaeology. ج. 1 ع. 6: 66–105. مؤرشف من الأصل (PDF) في 2025-03-03.
- Geranpayeh، Sarvy (28 نوفمبر 2023). "Bombing of Gaza has damaged or destroyed more than 100 heritage sites, NGO report reveals". The Art Newspaper – International art news and events. مؤرشف من الأصل في 2024-01-28. اطلع عليه بتاريخ 2025-03-06.
- Huster، Ya'aqov (2000). "Tell er-Ruqeish". Hadashot Arkheologiyot: Excavations and Surveys in Israel. ج. 111: 87–88. JSTOR:23472650.
- Oren، Eliezer؛ Fleming، N.؛ Kornberg، S.؛ Feinstein، R.؛ Naḥshoni، P. (1986). "A Phoenician Emporium on the Border of Egypt" [מרכז-מסחר פיניקי בגבול מצרים]. Qadmoniot: A Journal for the Antiquities of Eretz-Israel and Bible Lands (بالعبرية): 83–91. JSTOR:23676436.
- Sadeq، Moain (2014). "An Overview of Iron Age Gaza in Light of the Archaeological Evidence". Material Culture Matters. De Gruyter. ص. 239–254. DOI:10.1515/9781575068787-019. ISBN:978-1-57506-878-7.